# Dicranota (Paradicranota) hirtitergata
Dicranota (Paradicranota) hirtitergata is een tweevleugelige uit de familie Pediciidae. De soort komt voor in het Palearctisch gebied.